# Dresdner Kunstgenossenschaft

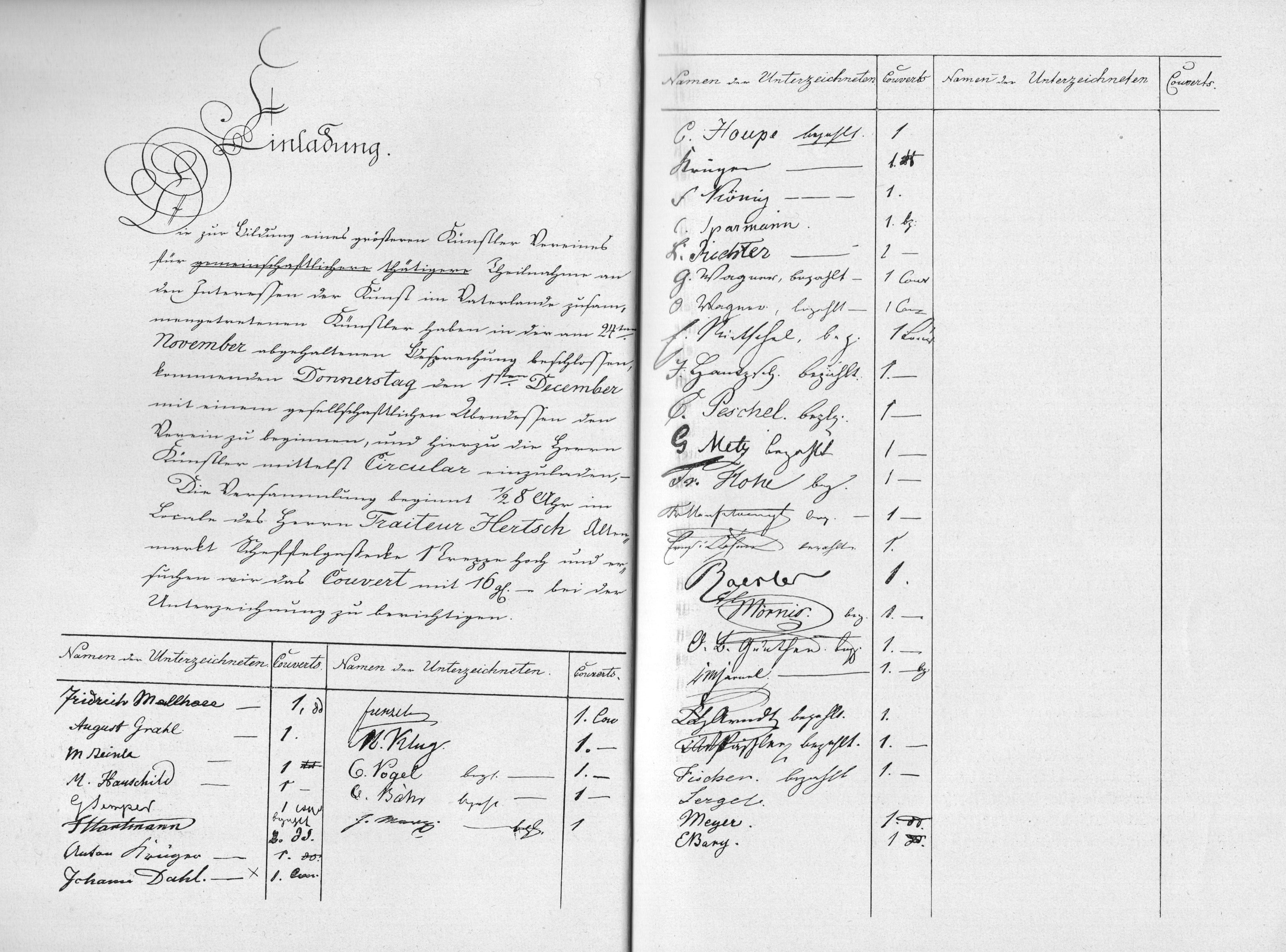
Gründungseinladung und gleichzeitig Liste der Gründungsmitglieder von 1836

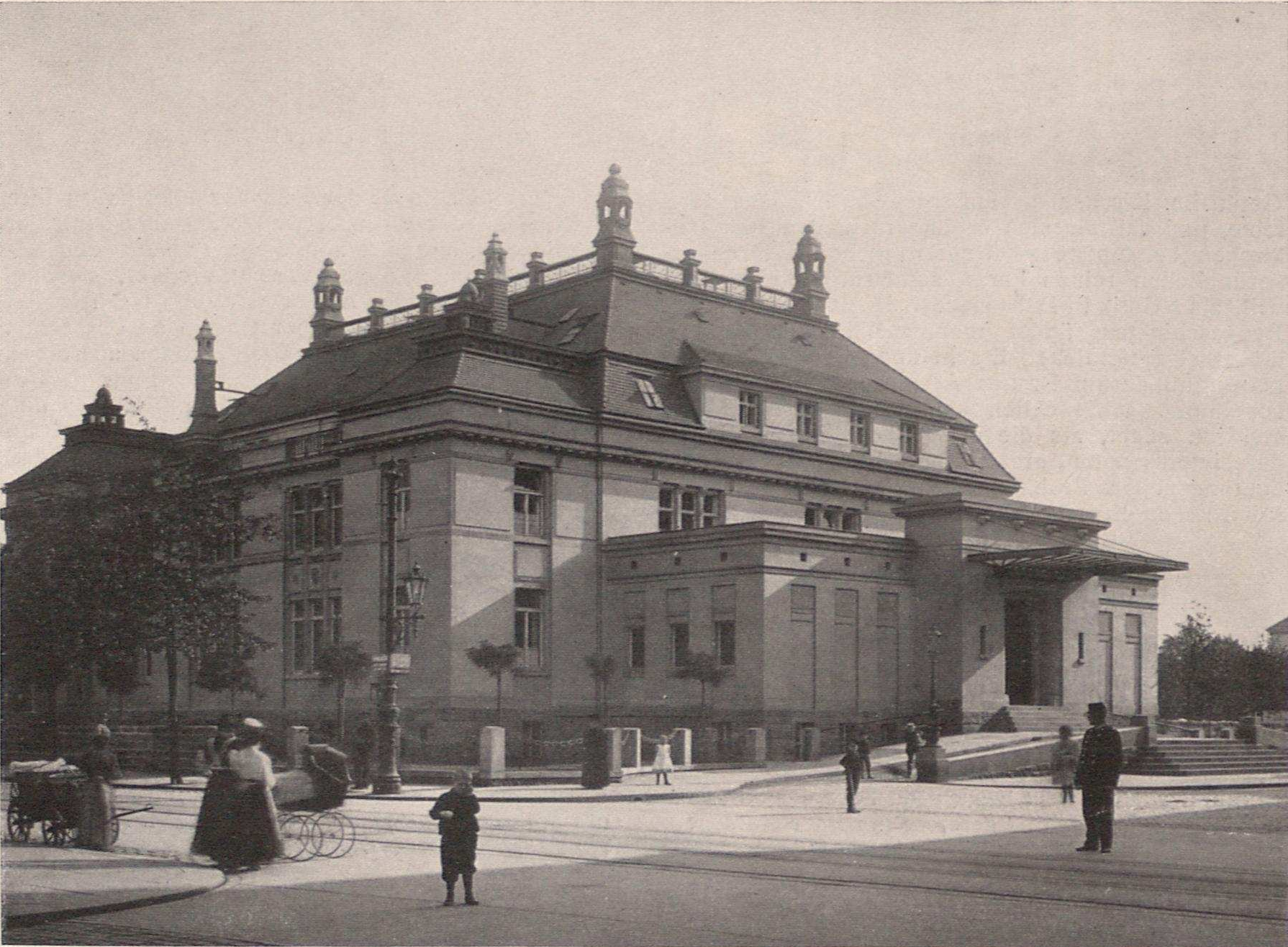
Neu erstelltes Künstlerhaus 1908 an der Grunaer Straße 48, Ecke Albrechtstraße

Die Dresdner Kunstgenossenschaft wurde am 2. Dezember 1836 unter dem Namen „Dresdner Künstlerverein“ gegründet. Zu den Gründungsmitgliedern gehörten u. a. Ludwig Richter, Johan Christian Clausen Dahl, Ernst Rietschel und Gottfried Semper. Die Dresdner Kunstgenossenschaft stellte bis etwa 1890 jeweils die Leiter der staatlichen und städtischen Sammlungen, die Künstlervorstandsmitglieder des Sächsischen Kunstvereins und vertrat die Interessen der Künstlerschaft in den behördlichen Kunstkommissionen.

## Geschichte

### Dresdner Künstlerverein
Die offizielle Einladung zur Gründung der Dresdner Kunstgenossenschaft erging am 1. Dezember 1836. Bereits am 2. Dezember fand die Gründungsversammlung statt. Mit um die 50 Künstlern war ein großer Teil der gesamten Künstlerschaft Dresdens anwesend. Die Gründung erfolgte unter dem Namen Dresdner Künstlerverein. Der Zusammenschluss sollte den ideellen und gesellschaftlichen Austausch fördern. In den Satzungen von 1900 wird als Zweck des Vereins „die Förderung der geistigen und materiellen Interessen ihrer Mitglieder, sowie des geselligen Verkehrs unter sich und mit Kunstfreunden“ angegeben.
In den Jahren bis 1848 erreichte der Verein in Dresden eine einflussreiche Stellung. In der Nachfolge des Dresdner Maiaufstandes im Kontext der Deutschen Revolution 1848/1849 wurden zahlreiche Vereine behördlich verboten, darunter auch der Dresdner Künstlerverein. Weiterhin fanden aber regelmäßige Treffen der Mitglieder in der Gastwirtschaft „Zur Hoffnung“ an der Tharandter Straße statt.

### Verein sächsischer bildender Künstler / Jüngerer Künstlerverein
Nach der offiziellen Aufhebung des Verbotes im Jahr 1854 wurde der Verein vorübergehend in zwei Gruppen weitergeführt, dem „Verein sächsischer bildender Künstler“ (auch „Verein selbständiger bildender Künstler“) und dem „Jüngerer Künstlerverein“. Dabei blieb die personelle Zusammensetzung des Dresdner Künstlervereins erhalten und ebenso wurde die Akten und der Besitz übernommen, so dass man von einer Kontinuität des Vereins unter verschiedenen Bezeichnungen ausgehen kann.

### Dresdner Kunstgenossenschaft

„Karikatu“, das Fest der Karikaturen, vom 19. Februar 1925 im Künstlerhaus

Am 3. Oktober 1867 schlossen sich die beiden Gruppen in der von da an Dresdner Kunstgenossenschaft genannten Vereinigung zusammen. Die Vereinigung kam unter anderem auf dem Hintergrund der geplanten und von der Regierung unterstützten Errichtung eine Künstlerhauses zustande. Über die Verlosung von Bildern und privaten Zuwendungen wurde dazu 1865 eine finanzielle Grundlage von 15.832 Talern geschaffen. Dennoch sollten noch 43 Jahre vergehen, bis 1908 das Künstlerhaus der Dresdner Kunstgenossenschaft in der Grunaer Straße 48 eingeweiht werden konnte.
Zu den Mitgliedern in der zweiten Hälfte des 19. Jahrhunderts zählten u. a. Julius Schnorr von Carolsfeld, Ernst Hähnel, Carl Bantzer und Gotthardt Kuehl. Schon in dieser Zeit fanden Ausstellungen im Orangeriegebäude, im Dresdner Zeughaus und in der Technischen Hochschule statt, die später von den regelmäßigen Jahresausstellungen im Künstlerhaus und im Sächsischen Kunstverein auf der Brühlschen Terrasse abgelöst wurden. Die Dresdner Kunstgenossenschaft veranstaltete auch eine große Zahl von Festen, an denen auch das sächsische Königshaus unter anderem mit König Albert regelmäßig teilnahm.
Vom Sommer 1932 bis zur Auflösung 1939 war Adolf Liebermann Vorsitzender.

#### Feste (Auswahl)
- 1858: Künstlerfest im Lincke’schen Bad
- 1862: Fest in Siebeneichen zu Ehren Schnorrs von Carolsfeld
- 1875: Michelangelo-Fest im Park des Prinz-Max-Palais
- 1876: Ludwig-Richter-Fest
- 1881: Veranstaltung der Jubiläumsfeier der Allgemeinen Deutschen Kunstgenossenschaft in Meißen
- 1882: Kaiser-Wilhelm-Fest im Großen Garten

Zu den traditionellen Festen der Dresdner Kunstgenossenschaft gehörte auch jeweils das Dreikönigsfest mit Gesang und Umzug. In der Nachkriegszeit wurde diese Tradition mit dem alljährlich veranstalteten Künstlerfest „Karikatu“ [sic], dem Fest der Karikaturen, fortgesetzt.

#### Erste Dresdner Sezession 1893
Im Jahr 1893 spaltete sich mit der Freien Vereinigung Dresdner Künstler und dem ein Jahr später folgenden Verein bildender Künstler Dresden um Carl Bantzer und Gotthard Kuehl die erste Dresdner Sezession von der Kunstgenossenschaft ab. Ihre Mitglieder wandten sich von der traditionellen Historienmalerei ab und widmeten sich einer impressionistisch geprägten Freilichtmalerei.
Unter dem Einfluss der Sezession verstärkte die Dresdner Kunstgenossenschaft die künstlerischen gegenüber den rein gesellschaftlichen Tätigkeiten und veranstaltete vermehrt umfangreiche Ausstellungen. Durch die Berufung 1895 von Gotthardt Kuehl, 1896 von Carl Bantzer und 1897 von Otto Gussmann an die Königliche Kunstakademie Dresden war die Sezessionsbewegung schon bald wieder fest im akademischen Kunstbetrieb verankert. Aufgrund von Meinungsverschiedenheiten löste sich der Verein Bildender Künstler Ende des Jahres 1900 auf. Die ehemaligen Sezessionisten traten 1902 fast geschlossen wieder der Dresdner Kunstgenossenschaft bei.

#### Künstlerhaus
Der Bau eines Künstlerhauses war ursprünglich an der Ostra-Allee gegenüber dem Zwinger geplant gewesen. Diese Pläne wurden an der Hauptversammlung der Dresdner Kunstgenossenschaft von 1901 zugunsten eines Standortes an der Grunaer Straße aufgegeben.  Am 4. Oktober 1908 wurde an der Grunaer Straße 48, Ecke Albrechtstraße, das nach einem Entwurf von Richard Schleinitz gestaltete und bei einem Kostenaufwand von 580.000 RM realisierte Künstlerhaus der Dresdner Kunstgenossenschaft offiziell eingeweiht. Die Stadt Dresden bezahlte 80.000 RM an die Umsetzung des Künstlerhauses. Das Gebäude enthielt u. a. einen Vortrags- und Konzertsaal mit Oberlicht für 600 Personen, zwei kleinere Vortragssäle, behagliche Klubräume und ein Restaurant im Untergeschoss. Im Jahr 1929 wurde eine zusätzliche Erweiterung vorgenommen, indem der Künstlerkeller umgebaut und um das Doppelte vergrößert wurde.

#### Auflösung 1939
Die Jubiläumsausstellung zum 100-jährigen Bestehen der Dresdner Kunstgenossenschaft fand aufgrund der politisch schwierigen Umstände der Zeit erst im Jahr 1938 statt. Im Jahr 1939 wurde die Dresdner Kunstgenossenschaft zusammen mit dem Deutschen Künstlerverband, der Künstlervereinigung und der Vereinigung Schaffender Künstler aufgelöst und im Dresdner Künstlerbund integriert, der ab 1940 das Ausstellungsgeschehen in Dresden dominierte.

## Ausstellungsplakate

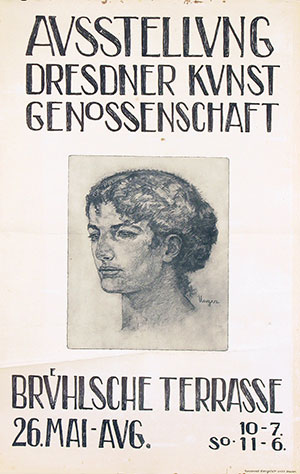
Plakat von Hans Unger, 1917
Plakat von Otto Lange, 1925
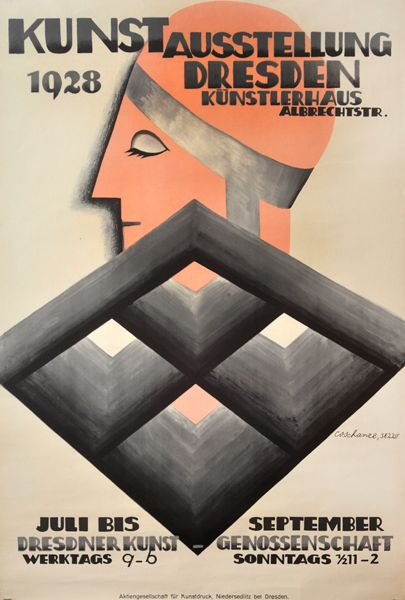
Plakat von Clemens Oskar Schanze, 1928